# Celso Ayala
Celso Rafael Ayala Gavilán (* 20. August 1970 in Asunción, Paraguay) ist ein ehemaliger paraguayischer Fußballspieler und heutiger -trainer. Der als Verteidiger spielende Ayala gewann zweimal die Copa Libertadores.
Von 1993 bis 2003 absolvierte Ayala 85 Länderspiele für sein Land und erzielte sechs Tore. Damit zählt er zu den erfolgreichsten Nationalspielern Paraguays. In den 1990er Jahren bildete er gemeinsam mit Francisco Arce und Carlos Gamarra die Defensive seines Teams und war selbst einer der Schlüsselspieler. Ayala nahm an den WM-Endrunden 1998 und 2002 teil.
Seine erfolgreichste Zeit als Vereinsspieler erlebte Ayala in Argentinien beim Spitzenclub River Plate aus Buenos Aires.

## Erfolge
- Paraguayischer Meister: 1993
- Recopa Sudamericana: 1991
- Argentinischer Meister (7): 1996-A, 1997-C, 1997-A, 2000-C, 2002-C, 2003-C, 2004-C
- Chilenischer Meister: 2006-A
- Copa Libertadores (2): 1990, 1996
- Supercopa Sudamericana: 1997

| Personendaten    | Personendaten                                    |
| ---------------- | ------------------------------------------------ |
| NAME             | Ayala, Celso                                     |
| ALTERNATIVNAMEN  | Ayala Gavilán, Celso Rafael (vollständiger Name) |
| KURZBESCHREIBUNG | paraguayischer Fußballspieler                    |
| GEBURTSDATUM     | 20. August 1970                                  |
| GEBURTSORT       | Asunción, Paraguay                               |